# 24-Stunden-Rennen auf dem Nürburgring 2007

Streckenführung für das 24-Stunden-Rennen ab 1995

Das 35. 24-Stunden-Rennen auf dem Nürburgring fand vom 9. auf den 10. Juni 2007 auf dem Nürburgring statt.

## Rennergebnis
Wie im Vorjahr gewann erneut Manthey Racing GmbH mit einem Porsche 911 GT3. Das Fahrzeug pilotierten Timo Bernhard, Marc Lieb, Romain Dumas und Marcel Tiemann. Zakspeed verbesserte sich im Vergleich zum Vorjahr mit der Dodge Viper GTS-R um einen Rang und kam mit nur einer Runde Rückstand ins Ziel. Am Steuer saßen Duncan Huisman, Tom Coronel, Patrick Simon und Christophe Bouchut. Nur fünf Minuten hinter der Viper erreichte der Porsche des Teams Land Motorsport Porsche Zentrum Aschaffenburg mit Marc Basseng, Marc Hennerici, Dirk Adorf und Frank Stippler das Ziel. 
Wegen unwetteartigen Regenfällen kurz vor der Einführungsrunde musste der Start um zwei Stunden verschoben werden. Wegen dichten Nebels wurde das Rennen um 3:54 Uhr abgebrochen. Der Re-Start erfolgte bei strahlendem Sonnenschein um 9:38 Uhr, ein Gewitter um 12:30 Uhr sorgte noch für deutliche Verschiebungen im Klassement.
Die Sieger erreichten nach 112 Runden das Ziel und legten dabei eine Renndistanz von 2842,34 km zurück. Von den 229 gestarteten Fahrzeugen kamen 67 nicht in die Wertung.

## Streckenführung
Seit dem Umbau der Strecke im Jahr 1983 wurde das 24-Stunden-Rennen am Nürburgring ab 1984 auf einer Kombination aus Nordschleife und Grand-Prix-Strecke ausgetragen. Ab 1995 wurde zusätzlich die neue Veedol-Schikane in die Streckenführung integriert. Die 2002 neu gebaute Mercedes-Arena wird seit 2005 nicht mehr befahren, das 24-Stunden-Rennen folgt der seit 1984 üblichen Streckenführung durch das Castrol- bzw. Yokohama-S.